# Ray of Light (cântec)
„Ray of Light” este al doilea single de pe albumul cu același nume al cântǎreței americane Madonna.

## Recepția

### Premii
| Anul | Ceremonia                        | Premiul                                           | Rezultatul |
| ---- | -------------------------------- | ------------------------------------------------- | ---------- |
| 1998 | The 1998 Pazz & Jop Critics Poll | Singles                                           | Locul 5    |
| 2003 | Slant Magazine                   | 100 Greatest Music Videos                         | Locul 72   |
| 2007 | IGN                              | Top 10 Madonna songs                              | Locul 1    |
| 2007 | DigitalDreamDoor.com             | Greatest Rock Songs of the 1990s                  | Locul 73   |
| 2008 | About.com                        | Top 40 Pop Songs                                  | Locul 34   |
| 2008 | DigitalDreamDoor.com             | 100 Greatest Dance Songs of the 90s               | Locul 87   |
| 2009 | DigitalDreamDoor.com             | Top Ten Songs Of Each Year (1990-1999) - 1998     | Locul 5    |
| 2009 | DigitalDreamDoor.com             | 500 Greatest Dance/Electronic Songs of All Time 1 | —          |
| 2010 | Channel 4                        | 100 Greatest Pop Videos                           | Locul 68   |

1 Listele erau aranjate cronologic sau alfabetic, nicio piesă nefiind declarată câștigătore.

### Performanța în topuri
Piesa a fost cea mai difuzată în cluburile americane în anul 1998.

## Videoclipul
Videoclipul a fost clasat pe locul 17 în „Total Request Top 100 of 1998”, cu toate că emisiunea debutase în luna septembrie 1998, după ce momentul piesei trecuse.

## Interpretări live
Madonna a interpretat piesa cu mai multe ocazii, inclusiv la premiile MTV din 1998, două concerte de caritate și în trei turnee. Cântecul a fost interpretat prima dată în fața publicului în timpul emisiunii Oprah Winfrey Show, în timpul promovării albumului Ray of Light. Compoziția a fost interpretată și în concertele de caritate Live 8 (2005) și Live Earth (2007) alături de alte piese.
Cântecul a fost ultimul din secțiunea punk/rock a concertului Drowned World (2001). Muziciana poartă aceleași haine ca până atunci: o bluză albă în carouri negre, o fustă albă cu dungi negri peste o pereche de blugi negri și o curea roșie. Interpretarea începe cu o secvență din varianta extinsă a videoclipului oficial al piesei, pe scenă fiind prezent un membru al trupei din timpul concertului ce cântă la o chitară electrică primele note. La scurt timp apare și Madonna pe scenă și cântă piesa. Către sfârșit, apar și dansatorii, iar alături de muziciană, execută o coregrafie inspirată de cea din videoclip. Momentul se termină cu o voce distorsionată a cântăreței rostind câteva versuri din „Drowned World/Substitute for Love”.
Piesa a fost interpretată din nou aproape cinci ani mai târziu, în timpul turneului promoțional Hung Up (2005) în cadrul Festivalului Coachella și mai târziu, în turneul Confessions (2006). Și în acest turneu cântecul a închis segmentul rock, de această dată, Madonna cântându-l la chitară. Solista poartă o pereche de pantaloni negri și o geacă neagră cu guler, iar cei șase dansatori costume negre cu cravată albă. Pe parcursul piesei dansatorii execută o coregrafie robotică, către sfârșit mergând la capătul scenei, dispărând în ea.
Compoziția a făcut parte și din turneul de promovare a albumului Hard Candy, Sticky & Sweet, ca parte a segmentului futuristic. Modul de interpretare a fost asemănător cu cel din turneul anterior, fundalul folosit fiind de asemenea similar. În prima parte a turnelui, piesa a fost interpretată după „Like a Prayer” și înainte de „Hung Up”; în partea a doua, „Frozen” a înlocuit „Hung Up”, fiind interpretat după „Like a Prayer”, „Ray of Light” fiind mutată înainte de piesa finală, "Give It 2 Me".

## Clasamente
| Clasamentul (1990)                    | Poziția maximă | Referință |
| ------------------------------------- | -------------- | --------- |
| Australia                             | 6              | [ 12 ]    |
| Austria                               | 31             | [ 12 ]    |
| Belgia                                | 25             | [ 13 ]    |
| Brazilia                              | 1              | [ 14 ]    |
| Canada                                | 7              | [ 15 ]    |
| Elveția                               | 32             | [ 12 ]    |
| Eurochart Hot 100 Singles             | 9              | [ 16 ]    |
| Finlanda                              | 2              | [ 12 ]    |
| Franța                                | 18             | [ 12 ]    |
| Germania                              | 28             | [ 17 ]    |
| Irlanda                               | 16             | [ 18 ]    |
| Italia                                | 2              | [ 19 ]    |
| Japonia (International Singles Chart) | 1              | [ 14 ]    |
| Marea Britanie                        | 2              | [ 20 ]    |
| Mexic                                 | 1              | [ 14 ]    |

| Clasament (1990)                                    | Poziția maximă | Referință |
| --------------------------------------------------- | -------------- | --------- |
| Noua Zeelandă                                       | 9              | [ 12 ]    |
| Olanda                                              | 22             | [ 12 ]    |
| Spania                                              | 1              | [ 14 ]    |
| Suedia                                              | 14             | [ 12 ]    |
| S.U.A. Billboard Hot 100                            | 5              | [ 15 ]    |
| S.U.A. Billboard Hot 100 Airplay                    | 26             | [ 21 ]    |
| S.U.A. Billboard Hot Singles Sales                  | 5              | [ 21 ]    |
| S.U.A. Billboard Hot Dance Club Play                | 1              | [ 15 ]    |
| S.U.A. Billboard Hot Dance Music/Maxi-Singles Sales | 2              | [ 15 ]    |
| S.U.A. Billboard Adult Top 40                       | 39             | [ 15 ]    |
| S.U.A. Billboard Rhythmic Top 40                    | 32             | [ 15 ]    |
| S.U.A. Billboard Top 40 Mainstream                  | 2              | [ 15 ]    |
| S.U.A. Billboard Top Music Videos                   | 4              | [ 15 ]    |
| S.U.A. Billboard Top VHS Sales                      | 14             | [ 15 ]    |
| S.U.A. ARC Weekly Top 40                            | 3              | [ 22 ]    |